# Laxmidevipalle
Laxmidevipalle es una ciudad censal situada en el distrito de Bhadradri Kothagudem en el estado de Telangana (India). Su población es de 13442 habitantes (2011). 

## Demografía
Según el censo de 2011 la población de Laxmidevipalle era de 13442 habitantes, de los cuales 6649 eran hombres y 6793 eran mujeres. Laxmidevipalle tiene una tasa media de alfabetización del 79,80%, superior a la media estatal del 67,02%: la alfabetización masculina es del 86,77%, y la alfabetización femenina del 73,08%.